# Seamus Elliott
Seamus Elliott, Shay  Elliott (ur. 4 czerwca 1934 w Dublinie, zm. 4 maja 1971 tamże) – irlandzki kolarz szosowy, srebrny medalista mistrzostw świata.

## Kariera
Największy sukces w karierze Seamus Elliott osiągnął w 1962 roku, kiedy zdobył srebrny medal w wyścigu ze startu wspólnego podczas mistrzostw świata w Salò. W zawodach tych wyprzedził go jedynie Francuz Jean Stablinski, a trzecie miejsce zajął Belg Jos Hoevenaers. Był to jednak jedyny medal wywalczony przez niego na międzynarodowej imprezie tej rangi. W tej samej konkurencji był też między innymi piąty wśród amatorów na rozgrywanych siedem lat wcześniej mistrzostwach świata we Frascati. Ponadto był między innymi pierwszy w Grand Prix d’Isbergues w 1956 roku, trzeci w Paryż-Bourges w 1957 roku, drugi w Tour de Picardie w 1958 roku, pierwszy w Grand Prix de Denain i Omloop Het Nieuwsblad w 1959 roku, drugi w wyścigu Paryż-Camembert w latach 1962 i 1963, pierwszy w Circuit du Morbihan w 1964 roku, a rok później był najlepszy w Tour de Picardie i Grand Prix de Saint-Raphaël. W 1962 roku wygrał jeden etap i zajął trzecie miejsce w klasyfikacji generalnej Vuelta a Espana. Rok wcześniej również wygrał jeden etap, lecz ostatecznie zajął 41. miejsce. Kilkakrotnie startował w Tour de France, najlepszy wynik osiągając w 1961 roku, kiedy zajął 47. pozycję. Dwa lata później wygrał jeden etap, ale w klasyfikacji generalnej wypadł słabiej. W 1959 roku zajął 40. miejsce w klasyfikacji generalnej Giro d’Italia, a rok później wygrał jeden etap Giro. Nigdy nie wystąpił na igrzyskach olimpijskich. W 1967 roku zakończył karierę.
W 1971 roku Elliotta znaleziono martwego w jego mieszkaniu z raną postrzałową. Jego śmierć uznano za samobójstwo. Od tego roku w hrabstwie Wicklow rozgrywany jest Shay Elliott Memorial Race.